# Ischalia uenoi
Ischalia uenoi is een keversoort uit de familie Ischaliidae. De wetenschappelijke naam van de soort is voor het eerst geldig gepubliceerd in 1990 door M. Satô.